# Глуховка (Абайская область)
Глуховка (каз. Глуховка) — село в Бескарагайском районе Абайской области Казахстана. Административный центр Глуховского сельского округа. Находится примерно в 52 км к юго-востоку от районного центра, села Бескарагай. Код КАТО — 633637100.

## Население
В 1999 году население села составляло 1400 человек (661 мужчина и 739 женщин). По данным переписи 2009 года, в селе проживало 1300 человек (645 мужчин и 655 женщин).